# Paral·lel 32° sud
El paral·lel 32° sud és una línia de latitud que es troba a 32 graus sud de la línia equatorial terrestre. Travessa l'oceà Atlàntic, Àfrica, l'oceà Índic, Australàsia, l'oceà Pacífic i Amèrica del Sud.
En aquesta latitud el sol és visible durant 14 hores, 9 minuts durant el solstici d'hivern i 9 hores, 58 minuts durant el solstici d'estiu.

## Geografia
En el sistema geodèsic WGS84, al nivell de 32° de latitud sud, un grau de longitud equival a 94,492 km; la longitud total del paral·lel és de 34.017 km, que és aproximadament 85,0% de la de l'equador, del que es troba a 3.542 km i a 6.460 km del pol Sud

## Arreu del món
Començant al meridià de Greenwich i dirigint-se cap a l'est, el paral·lel 32º passa per:
| Coordenades                               | País, territori o mar | Notes                                                        |
| ----------------------------------------- | --------------------- | ------------------------------------------------------------ |
| 32° 0′ S, 0° 0′ E / 32.000°S,0.000°E      | Oceà Atlàntic         |                                                              |
| 32° 0′ S, 18° 17′ E / 32.000°S,18.283°E   | Sud-àfrica            | Cap Occidental Cap Septentrional Cap Occidental Cap Oriental |
| 32° 0′ S, 29° 8′ E / 32.000°S,29.133°E    | Oceà Índic            |                                                              |
| 32° 0′ S, 115° 29′ E / 32.000°S,115.483°E | Austràlia             | Austràlia Occidental - Illa Rottnest                         |
| 32° 0′ S, 115° 33′ E / 32.000°S,115.550°E | Oceà Índic            |                                                              |
| 32° 0′ S, 115° 45′ E / 32.000°S,115.750°E | Austràlia             | Austràlia Occidental – passa per Perth                       |
| 32° 0′ S, 128° 15′ E / 32.000°S,128.250°E | Oceà Índic            | Gran Badia Australiana                                       |
| 32° 0′ S, 132° 9′ E / 32.000°S,132.150°E  | Austràlia             | Austràlia Meridional                                         |
| 32° 0′ S, 132° 26′ E / 32.000°S,132.433°E | Oceà Índic            | Gran Badia Australiana                                       |
| 32° 0′ S, 132° 51′ E / 32.000°S,132.850°E | Austràlia             | Austràlia Meridional Nova Gal·les del Sud                    |
| 32° 0′ S, 152° 34′ E / 32.000°S,152.567°E | Oceà Pacífic          | Passa al sud de la Piràmide de Ball, Austràlia               |
| 32° 0′ S, 71° 31′ O / 32.000°S,71.517°O   | Xile                  |                                                              |
| 32° 0′ S, 70° 14′ O / 32.000°S,70.233°O   | Argentina             |                                                              |
| 32° 0′ S, 58° 9′ O / 32.000°S,58.150°O    | Uruguai               |                                                              |
| 32° 0′ S, 53° 51′ O / 32.000°S,53.850°O   | Brasil                | Rio Grande do Sul                                            |
| 32° 0′ S, 51° 56′ O / 32.000°S,51.933°O   | Oceà Atlàntic         |                                                              |